# Weird City
Weird City è una serie televisiva antologica di commedia fantascientifica creata da Charlie Sanders e Jordan Peele. È stata pubblicata su YouTube Premium il 13 febbraio 2019.

## Trama
Weird è una città che si colloca nel vicino futuro. In questa città la popolazione è suddivisa in due parti: gli Haves che vivono Sopra la linea, mentre gli Have-Nots, che vivono Sotto la linea. Ogni episodio descrive la vita di ciascuna delle parti della popolazione all'interno di Weird.

## Personaggi e interpreti
| Attore              | Personaggio    |
| ------------------- | -------------- |
| Dylan O'Brien       | Stu            |
| Ed O'Neill          | Burt           |
| LeVar Burton        | Dr. Negari     |
| Michael Cera        | Tawny          |
| Rosario Dawson      | Delt           |
| Auli'i Cravalho     | Rayna          |
| Laverne Cox         | Liquia         |
| Sara Gilbert        | Jathryn        |
| Mark Hamill         | Xander         |
| Malcolm Barrett     | Chonathan      |
| Gillian Jacobs      | Mulia          |
| Steven Yeun         | Barsley        |
| Hannah Simone       | Phephanie      |
| Yvette Nicole Brown | Glail          |
| Awkwafina           | Charlotta      |
| Chris Witaske       | Booj           |
| Matt Walsh          | Padre di Tawny |
| Eugene Cordero      | Pandrew        |
| Trevor Jackson      | Chester        |
| Ian Roberts         | Chuch          |
| Scott MacArthur     | Ray            |
| Feodor Chin         | Dottor Lance   |
| Charlie Sanders     | Girth Haddock  |

## Episodi
| Stagione       | Episodi | Pubblicazione |
| -------------- | ------- | ------------- |
| Prima stagione | 6       | 2018          |